# Chad Perris
Chad Perris (nascido em 15 de junho de 1992) é um atleta paralímpico australiano. O atleta nasceu com albinismo. Perris obteve a medalha de prata no Campeonato Mundial de Atletismo Paralímpico, em 2015, na prova masculina dos 200 metros da categoria T13.
Perris defendeu as cores da Austrália disputando os Jogos Paralímpicos do Rio de Janeiro, em 2016, onde conquistou a medalha de bronze nos 100 metros masculino – T13, com 10,83 segundos.